# Sclérose combinée de la moelle
 Mise en garde médicale
La « sclérose combinée de la moelle » (SCM)  (aussi connue sous le nom de dégénérescence combinée subaiguë de la moelle épinière, ou de « maladie de Lichtheim », ou « syndrome de Putnam-Dana », est l’une des affections non traumatiques de la moelle épinière.
Cette myélopathie subaiguë, neurodégénérative, rare, est caractérisée par une dégénérescence des cordons postérieure et latéraux de la moelle épinière, consécutive à une carence en vitamine B12 (cause la plus courante), à une carence en vitamine E, et/ou à une carence en cuivre.

Elle était au XIXème siècle inexpliquée et associée à une anémie pernicieuse (aussi dite « anémie de Biermer ») dont on montrera plus tard qu'elle était induite par une carence grave en certaines vitamines (dans le cadre d'un syndrome neuro-anémique, avec une possible pseudo-microangiopathie thrombotique ). 
Une cause émergente, à ne pas sous-estimer, est l’usage fréquent ou chronique de protoxyde d’azote chez des jeunes et adolescents, comme drogue récréative inhalée.

## Symptômes
La maladie commence de manière graduelle et uniforme, avec en général une faiblesse des jambes, des bras et du tronc, accompagnée de picotements et d'un engourdissement s'aggravant progressivement (ils sont les signes de dégénérescence correspondant à des pertes inégales de myéline dans les parties dorsale et latérale de la moelle épinière).
Changements dans la proprioception et trouble de la Somesthésie : les réponses du patient à la pression, aux vibrations et au toucher sont diminuées. 
Un signe de Babinski peut apparaitre.
Des changements de la vision ainsi qu'un changement d'état mental peuvent également survenir, puis une parésie spastique bilatérale peut se développer.
Si la carence en vitamine B12 se prolonge trop, elle entraîne des dommages irréversibles au système nerveux. 
Explications : trois dysfonctionnements additionnent leurs effets : le dysfonctionnement de la colonne postérieure dégrade la proprioception ; le dysfonctionnement du tractus corticospinal latéral produit une spasticité et un dysfonctionnement du tractus spinocérébelleux dorsal provoque une ataxie.
Remarque : Une myélopathie vacuolaire associée au VIH peut présenter un schéma similaire de démyélinisation de la colonne dorsale et du tractus corticospinal.  

## Causes
Les carences alimentaires graves en B12 sont rares (et presque uniquement chez des végans stricts), elles peuvent parfois être dues à  :
- une nourriture trop pauvre en B12 ;
- une malabsorption de B12 dans l’iléon terminal[9],
- un manque de facteur intrinsèque sécrété par les cellules pariétales gastriques ;
- un pH gastrique trop faible empêchant la fixation du facteur intrinsèque aux récepteurs iléaux.

Des causes non-alimentaires, émergentes notamment, sont également possibles : 
- L’usage récréatif et répété (chronique) du protoxyde d’azote, qui s’est avéré alors pouvoir provoquer la maladie, y compris chez des personnes ayant des niveaux normaux de B12[12] ;
- une anesthésie au protoxyde d’azote[13], qui peut parfois précipiter la dégénérescence combinée subaiguë (chez des patients qui étaient déjà en déficience ou carence subclinique en vitamine B12) .
- une infection par le VIH (SIDA)[14],[15].

## Diagnostic
Il se base sur le taux de B12 dans le sérum sanguin, le dosage de l’acide méthylmalonique, le test de Schilling, la numération de la formule sanguine complète et la recherche d'une éventuelle anémie mégaloblastique s'il existe également une carence en acide folique ou une anémie macrocytaire. 

Le test de Schilling n'est plus disponible dans la plupart des régions.
- Imagerie par résonance magnétique (IRM): 
Les images IRM-T2 (séquence en écho de gradient T2) permettent de mettre en évidence une topographie cordonale postérieure très évocatrice du diagnostic : elles peuvent révéler une augmentation du signal dans la substance blanche de la moelle épinière (« hypersignaux T2 intra médullaires »), principalement dans les cordons postérieures, mais également dans les voies spinothalamiques. 
« Le contexte, la topographie postérieure des lésions renforcent la spécificité de l’examen et l’amélioration sous vitamino-suppléance confirmer le diagnostic » [17],[18]

- Diagnostic différentiel : 
une carence en vitamine E, généralement associée à des troubles de malabsorption digestive (par exemple en présence de mucoviscidose ou du syndrome de Bassen-Kornzweig [19]), peut induire une présentation similaire (en raison de la dégénérescence des colonnes dorsales)[7]. De même recherchera-t-on une éventuelle carence en cuivre.

## Traitement
Si la cause était uniquement une carence en B12, un apport en vitamine B12 entraînera une récupération (partielle à complète, selon la durée et l'étendue de la neurodégénérescence). 
On a pensé qu’une personne en déficit de vitamine B12 et d’acide folique devait d’abord être traitée pour sa carence en vitamine B12 mais « Bien que l'on pensait que l'acide folique pourrait exacerber la carence en vitamine B12 et ses symptômes, ce n'est probablement pas le cas ». Et si tel était le cas, « les mécanismes par lesquels l'acide folique exacerbe la carence en vitamine B12 restent flous ».
Si d’autre carence vitaminique ont été révélées lors des examens, elles doivent aussi être traités.